# まんが宇宙大作戦
『まんが宇宙大作戦』（まんがうちゅうだいさくせん、原題：Star Trek: The Animated Series、略称：TAS）は、アメリカのSFアニメ番組である。23世紀を舞台に、天の川銀河を探索する宇宙船USSエンタープライズ号の冒険とその乗組員たちの活躍を描いている。『スタートレック』メディア・フランチャイズ初のアニメーション作品で、シリーズ第2作目にあたる。
1973年9月8日から1974年10月12日にかけて、2シーズン全22話がNBC系列で放送された。日本では1977年4月10日から9月13日にかけて東京12チャンネルで初回放送されている。
長年にわたりシリーズ作品（いわゆる正史）に含まれず番外編扱いであったが、CBSが版権を持つ公式サイトでは、2007年より本作をシリーズ内作品に含めている。

## 概要
1969年に『宇宙大作戦』が終了した後、初めて作られた続編である。時代設定は前作の直後（2269年 - 2270年）となっており、主要キャラクターや航宙艦、異星人など基本的な設定が引き継がれている。また、ヒューマノイドには属さない外見の異星人が新たに登場したり、惑星上で怪獣が現れるなどの、実写では撮影困難なアニメーションならではの描写も多く見られる。
原作者のジーン・ロッデンベリーは、アニメ化に際しても子供向けと意識せず、幅広い年齢層に応えられる内容にすべきとし、スタートレックの持つ作品世界の保持を第一に考えていた。そのため、出演者のみならず、スタッフにもスタートレックシリーズに馴染み深い人物が多数参加している。
各エピソードの脚本は、D・C・フォンタナを始め『宇宙大作戦』からの続投が半数を占めているが、それ以外にテレビプロデューサーとして著名なジェームズ・シュメラーやSF作家のラリー・ニーヴン、ピクシレーション映画で人気を集めたチャック・メンヴィルなど、多彩な人材が脚本に加わっている。
製作はフィルメーションが行っている。同社のスタッフには『宇宙大作戦』のファンが多くいたこともあり、上述のようなロッデンベリーの製作意図を尊重し理解を示したという。
本作は高い評価を受けており、第1、第2シーズンともにデイタイム・エミー賞（優秀子供番組部門）にノミネートされ、第2シーズンには最優秀賞が授与されている。
アラン・ディーン・フォスター執筆によるノベライズ版が存在し、『Star Trek Log』のタイトルで、1974年から1978年にかけて全10巻がバランタイン・ブックスより刊行された。1巻から6巻までは1冊につき3話収録の連作短編集となっているが、7巻以降は1冊につき1話の長編となっており、本編の脚本よりも内容が大幅に加筆修正されている。

## 制作背景

### 初期の構想
『宇宙大作戦』の第3シーズン（1968年 - 1969年）が放送中だった頃、フィルメーション重役のルー・シェイマーは、制作を手掛けるパラマウント・テレビジョン、ネットワーク局のNBC、原作者のジーン・ロッデンベリーらと共に、アニメのスピンオフ・シリーズの制作について意見を交わしていた。
それに伴い、パラマウントのディレクターであったフィリップ・メイヤーと、フィルメーションのライター兼アニメーターのドン・R・クリステンセンの両者によって、若い視聴者をターゲットにした新シリーズの企画書が作成された。10代の士官候補生たちがエクスカリバーという練習船に搭乗し、エンタープライズの乗員から薫陶を受けるというもので、いわば『宇宙大作戦』の主要キャラクター各々に若手の弟子が付くという内容であった。
しかし、当時のロッデンベリーとパラマウントの険悪な関係により、シェイマーは両者との契約合意をまとめられず、当初の形でのプロジェクトは徐々に立ち消えとなっていった。

### 製作
1973年の1月にようやく契約が成立し、3月初めに放送が告知された。NBCがこのシリーズに強い関心を持っていたため、ジーン・ロッデンベリーとフィルメーションには、最低でも2シーズン、合計22エピソードが保証され、1話あたり75,000ドルの予算が与えられた。また、ロッデンベリーの完全な指揮の下で制作が進められるという、非常に寛大な条件も加えられた。
ロッデンベリーとフィルメーションは、当初にあった子供向けではなく全年齢向けの作品にすることで合意し、加えてロッデンベリーの提案によって、D.C.フォンタナが製作総指揮に加わった。フォンタナは、大人だけでなく子供にもアピールするためには、『宇宙大作戦』にあった恋愛描写や性的な要素を避けるべきとする方針を示した。
製作中は全米脚本家組合のストライキと重なったが、その対象は実写作品限定でアニメーション作品への影響はなく、むしろ仕事を探している脚本家たちにとって本作は好都合であった。報酬は1本につき1,300ドル（残余金なし）とわずかであったが、特殊撮影の制約がないという創作上の利点もあり、『宇宙大作戦』に関わった脚本家のみならず多彩な作家陣も加わる幸運を得た。
かつての原案者であるドン・R・クリステンセンは、引き続きアートディレクターとして参加し、他のアニメーションスタッフにはルーベン・ティミンズやボブ・クラインらがいた。アニメーターたちは、エンタープライズ号などの宇宙船や登場人物のアニメーションを作画する際、『宇宙大作戦』の35ミリフィルムから映像をトレースすることで実写に沿った絵面を再現している。また、コストの削減を図るためにストック映像の使用や、キャラクターが口に手を当てて話す描写の導入（唇が動くシーンを省略するため）、キャラクターのアクションをシルエットで表現するなどの工夫を用いている。

### キャスティング
ウィリアム・シャトナーを始め『宇宙大作戦』で役を演じた俳優本人が声を当てているが、制作予定の段階では、前作のレギュラーだったウフーラ役のニシェル・ニコルズ、カトー（スールー）役のジョージ・タケイ、チェコフ役のウォルター・ケーニッヒらは出演から外されていた。劇中にウフーラとカトーは登場するものの、それぞれチャペル役のメイジェル・バレットとスコット役のジェームズ・ドゥーアンが兼任して声を当て、チェコフは降板となっていた。
しかし、これに対してスポック役のレナード・ニモイが、彼らを参加させないなら自分も出演しないと抗議し、特にウフーラとカトーは23世紀の多様性を証明するキャラクターであるため、絶対に声優を変えてはならないと主張した。また、『宇宙大作戦』の終了後、共演者の多くが経済的に困窮していることをニモイは把握しており、敢えて厳しい注文を付けることで彼らに配慮を施した。この件に際しルー・シェイマーは、ニモイの指摘がなければマイノリティ系俳優の除外に気付けなかったため、「自分たちの行動に恐怖を感じ、意図しない軽視に愕然とした」と語っている。
結果的にニコルズとタケイの出演が実現し、予算の限界からケーニッヒのみ出演は適わなかったものの、スタッフとして「惑星ファイロスの巨人」の脚本を手がけることとなった。また、チェコフが登場しない代わりに、レスとアレックスというオリジナルキャラクターが新たに加えられ、それぞれの声をバレットとドゥーアンが務めている。
大半のゲストキャラクターの声は、ドゥーアン、バレット、ニコルズ、タケイが各々に応じて兼任しているが、『宇宙大作戦』から再登場となるゲストキャラクターのいくつかは、演じた俳優本人が吹き込んでいる。サレク役のマーク・レナードやハリー・マッド役のロジャー・C・カーメル、シラノ・ジョーンズ役のスタンリー・アダムズがそれに当てはまる。
1973年6月よりレコーディングが開始され、初日は出演者一同がスタジオに会し3話分の収録が行われた。それ以降のエピソードでは、俳優たちのスケジュールに合わせて個別に収録しては編集でまとめる手法が採られている。

### 音楽
本作では、アレキサンダー・カレッジ作曲による「宇宙大作戦のテーマ」は使用されず、イヴェット・ブレイスとジェフ・マイケル作曲による新たなテーマ曲が採用された。
実際の作曲者はレイ・エリスであったが、エリスは印税報酬や出版社との兼ね合いから、妻の旧姓を取り入れたイベット・ブレイスというペンネームを使っていた。一方のジェフ・マイケルはプロデューサーのノーム・プレスコットのペンネームであり、自身の息子たち（ジェフとマイケル）の名が由来となっている。プレスコットは、当時の標準的な契約の一環として、ペンネームでのクレジットとフィルメーション作品に関わる全音楽の印税分配を受けていた。
『宇宙大作戦』のテーマ曲が使用されなかった理由として、カレッジとロッデンベリーの間に曲をめぐるトラブルがあったとされる。カレッジがテーマ曲を提出した際、ロッデンベリーが無断で歌詞を書き加えて共同作品にしたため、カレッジにとっては印税の折半を不意に強いられる形となった。契約上に問題はなかったものの、カレッジは倫理的に問題があると抗議し、片やロッデンベリーは報酬を得るために当然のことをしたまでとして主張を譲らなかったことから、両者の関係に緊張が生じてしまったという。

## キャスト
日本語吹替えは『宇宙大作戦』の声優から一新されており、俳協とテアトル・エコー所属の声優が中心となって務めている。また、翻訳監修も『宇宙大作戦』と異なるため、オープニングのナレーションや劇中の専門用語が他のシリーズと異なっている。
- ジェイムズ・カーク（声 - ウィリアム・シャトナー/佐々木功）
- スポック（声 - レナード・ニモイ/阪脩）
- レナード・マッコイ（声 - ディフォレスト・ケリー/村越伊知郎）
- モンゴメリー・スコット（声 - ジェームズ・ドゥーアン/石丸博也）
- ウフーラ（声 - ニシェル・ニコルズ/高島雅羅[注 15]）
- カトー（声 - ジョージ・タケイ/村山明）
- クリスティン・チャペル（英語版）（声 - メイジェル・バレット/吉田理保子）
- レス（声 - メイジェル・バレット/小宮和枝[注 16]） - 通信士官。階級は中尉。ネコに似た容姿のカイト人。
- アレックス（声 - ジェームズ・ドゥーアン/大泉滉） - ナビゲーター。階級は中尉。3本指、3本腕、3本脚のイドア人。

## 放映リスト
アメリカでは、第1シーズン16話が1973年9月8日から1974年1月12日まで、第2シーズン6話が1974年9月7日から1974年10月12日にかけて共にNBC系列にて放映されている。放送時間は、第1シーズンが毎週土曜10:30 - 11:00、第2シーズンが毎週土曜11:30 - 12:00。
日本では1977年4月10日から同年9月13日まで東京12チャンネルにて初放映。放送時間（JST）は、4月10日から6月26日までは毎週日曜9:30 - 10:00、7月5日から9月13日までは毎週火曜9:00 - 9:30。
原語版での冒頭ナレーションは『宇宙大作戦』のそれと同じものだったが日本で放送された吹き替え版の冒頭ナレーションは原語版のそれとは大きく異なっている。そのため媒体によっては原語版に忠実なナレーションが新録・変更されたバージョンも存在する。

### 第1シーズン
| 話数 | 話数 | サブタイトル                 | 原題                          | 脚本                                  | 演出               |
| 本国 | 日本 | サブタイトル                 | 原題                          | 脚本                                  | 演出               |
| ---- | ---- | ---------------------------- | ----------------------------- | ------------------------------------- | ------------------ |
| 01   | 04   | 宇宙幽霊船の謎               | Beyond The Farthest Star      | サミュエル・A・ピープルス             | ハル・サザーランド |
| 02   | 09   | タイム・トラベルの驚異       | Yesteryear                    | D・C・フォンタナ                      | ハル・サザーランド |
| 3    | 3    | アメーバ星雲ネブラの恐怖     | One Of Our Planets Is Missing | マーク・ダニエルズ                    | ハル・サザーランド |
| 04   | 13   | 女だけの星                   | The Lorelei Signal            | マーガレット・アーメン                | ハル・サザーランド |
| 05   | 01   | 謎の新兵器パラライズ光線     | More Tribbles, More Troubles  | デイヴィッド・ジェロルド              | ハル・サザーランド |
| 6    | 6    | 変身!ベンドリア人の怪        | The Survivor                  | ジェームズ・シュメラー                | ハル・サザーランド |
| 07   | 02   | 惑星ファイロスの巨人         | The Infinite Vulcan           | ウォルター・ケーニッヒ                | ハル・サザーランド |
| 08   | 05   | 魔星メーガスの半獣人         | The Magicks Of Megas-tu       | ラリー・ブロディ                      | ハル・サザーランド |
| 09   | 15   | 不思議の星のアリス           | Once Upon A Planet            | レン・ジェンソン チャック・メンヴィル | ハル・サザーランド |
| 10   | 21   | 侵入した愛の妙薬             | Mudd's Passion                | ステファン・カンデル                  | ハル・サザーランド |
| 11   | 10   | ミクロ人間の恐怖             | The Terratin Incident         | ポール・シュナイダー                  | ハル・サザーランド |
| 12   | 07   | 魔のスペース・トライアングル | The Time Trap                 | ジョイス・ペリー                      | ハル・サザーランド |
| 13   | 12   | 惑星アルゴの海底人           | The Ambergris Element         | マーガレット・アーメン                | ハル・サザーランド |
| 14   | 08   | 過去から来た新兵器           | The Slaver Weapon             | ラリー・ニーヴン                      | ハル・サザーランド |
| 15   | 14   | 人間動物園                   | The Eye Of The Beholder       | デヴィッド・P・ハーモン               | ハル・サザーランド |
| 16   | 11   | 惑星マッドの冒険             | The Jihad                     | ステファン・カンデル                  | ハル・サザーランド |

- サミュエル・A・ピープルス、D・C・フォンタナ、マーク・ダニエルズ、マーガレット・アーメン、デイヴィッド・ジェロルド、ステファン・カンデル、ポール・シュナイダー、デヴィッド・P・ハーモンらは『宇宙大作戦』からの続投である。
- ウォルター・ケーニッヒの脚本起用は、スタートレックシリーズ出演の俳優が製作スタッフとして参加した初のケースであり、後のレナード・ニモイやジョナサン・フレイクスらの先例となった。
- 第4話「女だけの星」では、無力化された男性クルーたちに代わりウフーラがエンタープライズ号の指揮を執るという、初期シリーズには珍しい女性指揮官の描写がある。
- 第5話「謎の新兵器パラライズ光線」は、『宇宙大作戦』の第44話「新種クアドトリティケール」の続編にあたる。元々は『宇宙大作戦』の第3シーズンのために企画されたエピソードであったが[28]、その時はコミカルな内容を当時のプロデューサー（英語版）が嫌がったために採用が却下されている[29]。
- 第6話「変身!ベンドリア人の怪」の脚本を執筆したジェームズ・シュメラーは、テレビドラマ界隈では著名な脚本家およびプロデューサーであり、代表作に『刑事スタスキー&ハッチ』、『白バイ野郎ジョン&パンチ』、『ベガス』、『冒険野郎マクガイバー』などがある。本作が全年齢向けということもあり、実写作品と変わらぬ姿勢で臨んだという[30]。
- 第12話「魔のスペース・トライアングル」の脚本を執筆したジョイス・ペリーは女優としても活動しており、出演映画に『シンシナティ・キッド』や『追跡者（英語版）』などがある。他に『0011ナポレオン・ソロ』、『ボナンザ』、『燃えよ!カンフー』などのテレビドラマにも出演している[27]。
- 第14話「過去から来た新兵器」の脚本を手掛けたラリー・ニーブンは、『リングワールド』等で著名なSF作家で、本話に登場するクジン人をはじめとして自身の作品群である『ノウンスペース・シリーズ』の設定が幾つか反映されている。

### 第2シーズン
| 話数 | 話数 | サブタイトル         | 原題                               | 脚本                                | 演出         |
| 本国 | 日本 | サブタイトル         | 原題                               | 脚本                                | 演出         |
| ---- | ---- | -------------------- | ---------------------------------- | ----------------------------------- | ------------ |
| 17   | 18   | 宇宙海賊オリオン軍団 | The Pirates Of Orion               | ハワード・ワインスタイン            | ビル・リード |
| 18   | 16   | 分解宇宙人ベム       | Bem                                | デヴィッド・ジェロルド              | ビル・リード |
| 19   | 19   | 宇宙のイタズラ魔     | The Practical Joker                | チャック・メンヴィル                | ビル・リード |
| 20   | 17   | 死の疫病             | Albatross                          | ダリオ・フィネリ                    | ビル・リード |
| 21   | 20   | 宇宙の神ククルカン   | How Sharper Than A Serpent's Tooth | ラッセル・ベイツ デヴィッド・ワイズ | ビル・リード |
| 22   | 22   | 逆流する時間         | The Counter-Clock Incident         | ジョン・カルバー                    | ビル・リード |

- 第17話「宇宙海賊オリオン軍団」の脚本を手掛けたハワード・ワインスタインは、執筆当時19才であった[31]。現在はSF作家として活躍しており、スタートレック関連の小説やコミックも数多く著している[32]。